# Delgerhán járás (Hentij)
Delgerhán járás (mongol nyelven: Дэлгэрхаан сум) Mongólia Hentij tartományának egyik járása. Területe 3958 km². Népessége kb. 3150 fő.
Székhelye, Cagándevszeg / Avarga (Цагаандэвсэг / Аварга) 124 km-re fekszik Öndörhán tartományi székhelytől.